# Roewe 550
Roewe 550 (también llamado MG 550) es un automóvil sedán de 4 puertas del segmento D producido por SAIC Motor bajo la firma Roewe. Es el sucesor del Rover 45, lanzado en el Salón del Automóvil de Pekín de abril de 2008. El Roewe 550 está baseado en el Roewe 750 y es derivado del proyecto MG Rover RDX60 (basada a su vez en la plataforma del Rover 75), que estaba en desarrollo cuando MG Rover ha cerrado.

## Características
El Roewe 550 (llamado W261 durante el desarrollo y presentado en 2007 en el Salón del Automóvil de Pekín como Roewe W2) es fruto de una colaboración anglo-chinesa de la firma británica de consultores Ricardo y la firma chinesa SAIC Motor. Este coche tiene una transmisión de 1,6 o 1,8 litros de 160 CV, (119 kW; 162 PS). El coche tiene una distancia entre ejes de 2,705 mm, una longitud de 4653 mm, una anchura de 1827 mm y una altura de 1480 mm. Este modelos tiene dos motores 1.8 L Kavachi Turbo I4 158hp y 2.0 L Turbo dieselmotor está basado en el Rover K de 2.0 litros turbodiesel con cinco velocidades manuales o de transmisión automática. El coche cuenta con un interior de alta tecnología con instrumentos digitales y el RMI (Roewe Multimedia Interface), sistema interactivo digital multimedia, un sistema de entretenimiento de audio y video multifuncional con sistema de manos libres Bluetooth, interfaz USB y GPS.

## Producción
El Roewe 550 se fabrica en Pukou, Nanjing, China. En el 2008, este modelo fue lanzado en Chile rebautizado allí como MG 550. También fue lanzado en Baréin, Omán y los Emiratos Árabes Unidos en 2011. Una versión hatchback restyling fue anunciado en el Salón del Automóvil de Shanghái 2009 como el MG 6.